# 안데르 게바라
안데르 게바라 라호(스페인어: Ander Guevara Lajo, 1997년 7월 7일, 바스크 지방 비토리아-가스테이스 ~)는 스페인의 프로 축구 선수로, 현재 레알 소시에다드에서 미드필더로 활약하고 있다.

## 클럽 경력
게바라는 바스크 지방 알라바 주 비토리아-가스테이스 출신으로, 2012년에 알라베스에서 레알 소시에다드의 유소년부에 합류하였다. 그는 2015-16 시즌을 앞두고 예비 선수단으로 승격되어 테르세라 디비시온에서 성인 무대 신고식을 치렀다.
2016년 10월 1일, 그는 1-2로 패한 푸엔라브라다와의 세군다 디비시온 B 안방 경기에서 후반 교체로 들어가 2군 경기에 처음 출전하였다. 이듬해 6월 17일, 그는 계약을 2020년까지 연장하고 정식으로 2군에 승격되었다.
2017년 10월 26일, 그는 례이다 에스포르티우와의 이 시즌 코파 델 레이 경기에서 같은 유소년부 출신인 루벤 파르도와 교체되어 들어가 1군 첫 경기에 출전하였고, 레알 소시에다드는 이 원정 경기에서 1-0 승리를 쟁취했다. 2019년 3월 15일, 그는 1-1로 비긴 레반테와의 안방 경기에서 라 리가 경기에 처음 출전하였다.
2019년 6월 7일, 게바라는 2024년까지 계약 기간을 연장하였고, 이틀 후에 1군으로 정식 승격되었다.